# Freeman Peak
Freeman Peak är en bergstopp i Antarktis. Den ligger i Östantarktis. Nya Zeeland gör anspråk på området. Toppen på Freeman Peak är 356 meter över havet.
Terrängen runt Freeman Peak är varierad. Havet är nära Freeman Peak åt nordost. Trakten är obefolkad. Det finns inga samhällen i närheten.